# Mareks Gaļinskis
Mareks „YEKINDAR“ Gaļinskis (* 4. Oktober 1999) ist ein lettischer E-Sportler in der Disziplin Counter-Strike 2. Er spielt derzeit für das Team FURIA Esports.

## Karriere
Gaļinskis begann seine Karriere im April 2017 beim Team Wolsung. Im Oktober wechselte er zu EPG. Nachdem er das Team EPG im Juni 2018 verlassen hatte, spielte er von Juli bis August für die russische Organisation Forze. Im November 2018 wechselte er zu pro100. Nachdem er zu Beginn seiner Karriere hauptsächlich in Qualifikationsturnieren und kleineren Turnieren spielte und vereinzelt Erfolge, wie z. B. bei der DreamHack Delhi Invitational 2019 feiern konnte, wechselte er im Mai 2020 zum russischen Team Virtus.pro.
2020 gewann er mit seinem Team das Intel Extreme Masters XV - New York Online: CIS, die Flashpoint Season 2 und die DreamHack Open December 2020. Im folgenden Jahr gewann er die cs_summit 7. Außerdem erzielte er bei der IEM Katowice 2021 und der Epic CIS League Spring 2021 den zweiten Platz. Überdies erreichte er das Halbfinale bei der Intel Extreme Masters XVI - Winter und weitere Play-off-Einzüge. Im PGL Major Stockholm 2021 erreichte er den 5.–8. Rang. Für seine Einzelleistungen wurde er als 8. erstmals in die Liste der zwanzig besten Spieler von HLTV gewählt.
2022 begann für Gaļinskis einen Sieg bei der ESL Challenger #48. Außerdem beendete er die IEM Katowice 2022 auf dem 5.–6. Platz. Im PGL Major Antwerp 2022 erreichte Gaļinskis den 12.–14. Rang, welches er mit dem neugegründeten Team Outsiders, spielte. Nachdem er im Mai auf die Bank gesetzt worden war, spielte er ab Juni als Ersatzspieler für das Team Liquid. Nachdem er unter anderem das Finale der ESL Pro League Season 16 erreicht hatte, wurde er im Oktober fest verpflichtet. Nach seiner festen Verpflichtung erreichte er das Finale im Blast Premier: World Final 2022 und das Halbfinale im Blast Premier: Fall Finals 2022. Das IEM Major: Rio 2022 beendete er auf dem 9.–11. Platz. Er wurde als 15. erneut in die Liste der besten Spieler des Jahres gewählt.
2023 belegte er den 3.–4. Platz bei der IEM Katowice 2023. Im BLAST.tv Major: Paris 2023 erreichte er das Viertelfinale. Im nächsten Jahr belegte er den zweiten Rang im CCT Season 1 Global Finals. Nachdem er die Qualifikation für das erste Major des Jahres verpasst hatte, belegte er im zweiten Major des Jahres, dem Perfect World Major: Shanghai 2024, den 5.–8. Platz. Im Dezember wurde er bei Team Liquid auf die Bank gesetzt.
Im April 2025 trat er dem Team FURIA Esports als Stand-In bei. Seitdem belegte er den 4. Platz bei der PGL Astana 2025. Das IEM Dallas 2025 beendete er auf dem 9.–12. Platz.
Im Austin Major 2025 belegte er mit seinem Team den 5.–8. Platz, nach dem Turnier wurde bekannt gegeben, dass er dem Team FURIA permanent beitritt.
Mit einem gewonnenen Preisgeld von über 500.000 US-Dollar ist er nach Preisgeld einer der erfolgreichsten E-Sportler Lettlands.

## Erfolge
Dies ist ein Ausschnitt der Erfolge von Gaļinskis. Da Counter-Strike in Wettkämpfen stets in Fünfer-Teams gespielt wird, beträgt das persönliche Preisgeld ein Fünftel des gewonnenen Gesamtpreisgeldes des Teams.
| Jahr | Platz | Turnier                             | Team          | Persönliches Preisgeld |
| ---- | ----- | ----------------------------------- | ------------- | ---------------------- |
| 2020 | 1.    | Flashpoint Season 2                 | Virtus.pro    | 0100.000 $             |
| 2020 | 1.    | DreamHack Open December 2020        | Virtus.pro    | 010.000 $              |
| 2021 | 1.    | cs_summit 7                         | Virtus.pro    | 020.000 $              |
| 2021 | 2.    | IEM Katowice 2021                   | Virtus.pro    | 036.000 $              |
| 2021 | 2.    | Epic CIS League Spring 2021         | Virtus.pro    | 01.400 $               |
| 2021 | 3.–4. | IEM XVI - Winter                    | Virtus.pro    | 04.000 $               |
| 2022 | 1.    | ESL Challenger #48                  | Virtus.pro    | 010.000 $              |
| 2022 | 2.    | ESL Pro League Season 16            | Team Liquid   | 017.000 $              |
| 2022 | 3.–4. | Blast Premier: Fall Finals 2022     | Team Liquid   | 08.000 $               |
| 2022 | 2.    | Blast Premier: World Final 2022     | Team Liquid   | 050.000 $              |
| 2023 | 3.–4. | Intel Extreme Masters Katowice 2023 | Team Liquid   | 016.000 $              |
| 2024 | 2.    | CCT Season 1 Global Finals          | Team Liquid   | 020.000 $              |
| 2025 | 4.    | PGL Astana 2025                     | FURIA Esports | 0 8.750 $              |

## Auszeichnungen
- 2021: Platz 8 der HLTV.org Bestenliste[3]
- 2022: Platz 15 der HLTV.org Bestenliste[7]